# Liptov
Liptov (germană Liptau, maghiară Liptó, poloneză Liptów) este o regiune situată în nordul Slovaciei, de aici provine numele „Comitatului Liptau”.
Azi regiunea istorică se află în Slovacia centrală, este o regiune turistică, nefiind folosită în denumirile oficiale ale împărțirii administrative ale Slovaciei.
Liptovský región cestovného ruchu se întinde pe teritoriul districtelor urbane:
Ružomberok și Liptovský Mikuláš.